# Cucut de manglar
El cucut de manglar (Coccyzus minor) és una espècie d'ocell de la família dels cucúlids (Cuculidae) que habita boscos, matolls i manglars a la llarga d'ambdues costes de Mèxic i Amèrica central, sud de Florida, Bahames, Antilles, Guaiana i nord-est de Veneçuela.